# Moderne dans

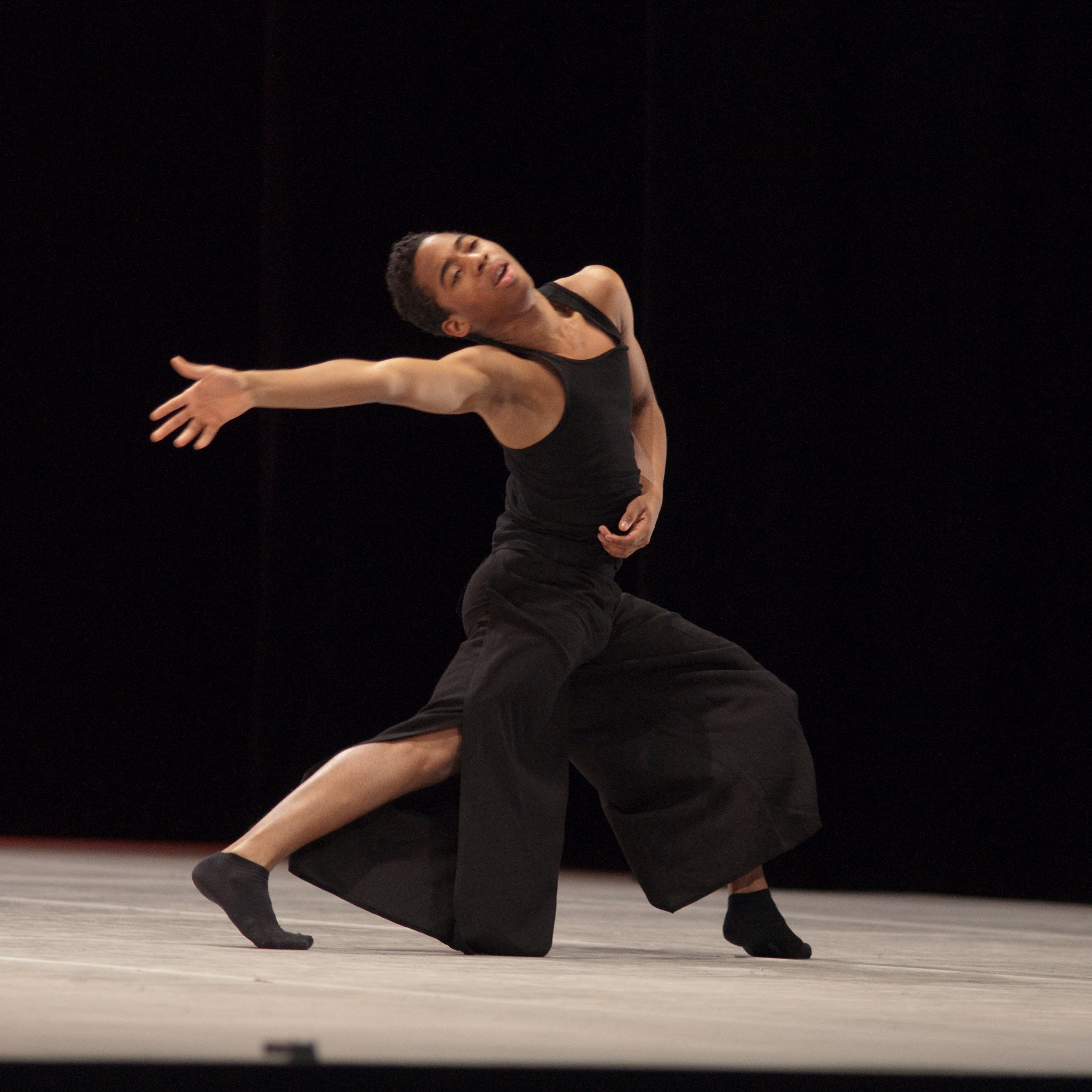
Yanquiel Ochoa Leiva, Lausanne 2010

Moderne dans is een podiumdans zonder vaststaand bewegingspatroon. Het is een verzamelbegrip voor verschillende zeer individuele danstechnieken uit de eerste helft van de twintigste eeuw. Dit soort eigentijdse dansvormen worden nu veelal aangeduid als 'hedendaagse dans'.
Bij de moderne dans dient het lichaam als expressie- en uitdrukkingsmiddel. De emoties en psychologie van de twintigste-eeuwse mens werden bepalend voor de moderne dans en voor de wijze waarop het spierstelsel getraind moest worden. Naast de grondlegger Martha Graham behoorden ook Doris Humphrey, Charles Weidman, Helen Tamaris, Staluse Pera en Hanya Holm tot de pioniers.

## Geschiedenis
Moderne dans is ontstaan in het begin van de 20ste eeuw toen men op zoek ging naar andere bewegingsvormen dan die van het klassiek ballet. De vernieuwingen in het westerse ballet evenals de opkomst van de moderne dans en van de jazzdans zijn ontwikkelingen die voor een groot deel parallel liepen. Vanaf het begin van de 20e eeuw is de danskunst sterk in beweging geweest.

### Isadora Duncan
Bij de opkomst van de moderne dans heeft Isadora Duncan een grote rol gespeeld. Na haar klassieke balletstudie is zij haar eigen weg gegaan, zich sterk afzettend tegen de ballet-conventies. Voor haar was de individuele artistieke expressie in dans primair. De dansbenadering van Duncan stond in zekere zin dichter bij de pantomime dan bij ballet. Zij heeft veel dansers en choreografen geïnspireerd in het zoeken naar nieuwe vormen van dans. Hoewel de opkomst van de moderne dans door haar is geïnspireerd, is haar invloed niet van doorslaggevend belang geweest. In 1904 stichtte ze in Berlijn een eigen school van waaruit haar benadering meer en meer bekendheid kreeg.

### Denishawn School
Twee andere vernieuwers waren Ruth Saint Denis en Ted Shawn, naamgevers van de Denishawn School, gesticht in 1915. De school was in de Verenigde Staten de bakermat van de moderne dans.

### Martha Graham
Martha Graham verliet de Denisshawn Company in 1923 omdat ze zich daar artistiek niet op haar plaats voelde. Na twee jaar revuedanseres te zijn geweest, werd ze lerares en gaf ze in 1926 samen met haar leerlingen voorstellingen die nu worden beschouwd als de eerste manifestatie van de moderne dans. De moderne dans is vooral in de jaren dertig tot ontwikkeling gekomen. Graham vervolmaakte haar moderne danstechniek en sindsdien is de moderne dans naast ballet een aparte discipline binnen de danskunst.

## Dansers/choreografen van de moderne dans
- Pina Bausch
- Maurice Béjart
- Beppie Blankert
- Trisha Brown
- Lucinda Childs
- Merce Cunningham
- Isadora Duncan
- William Forsythe
- Simone Forti
- Martha Graham
- Conny Janssen
- Kurt Jooss
- Jiří Kylián
- José Limón
- Hans van Manen
- Meredith Monk
- Vaslav Nijinsky
- Igor Schwezoff